# Kozły hiszpańskie

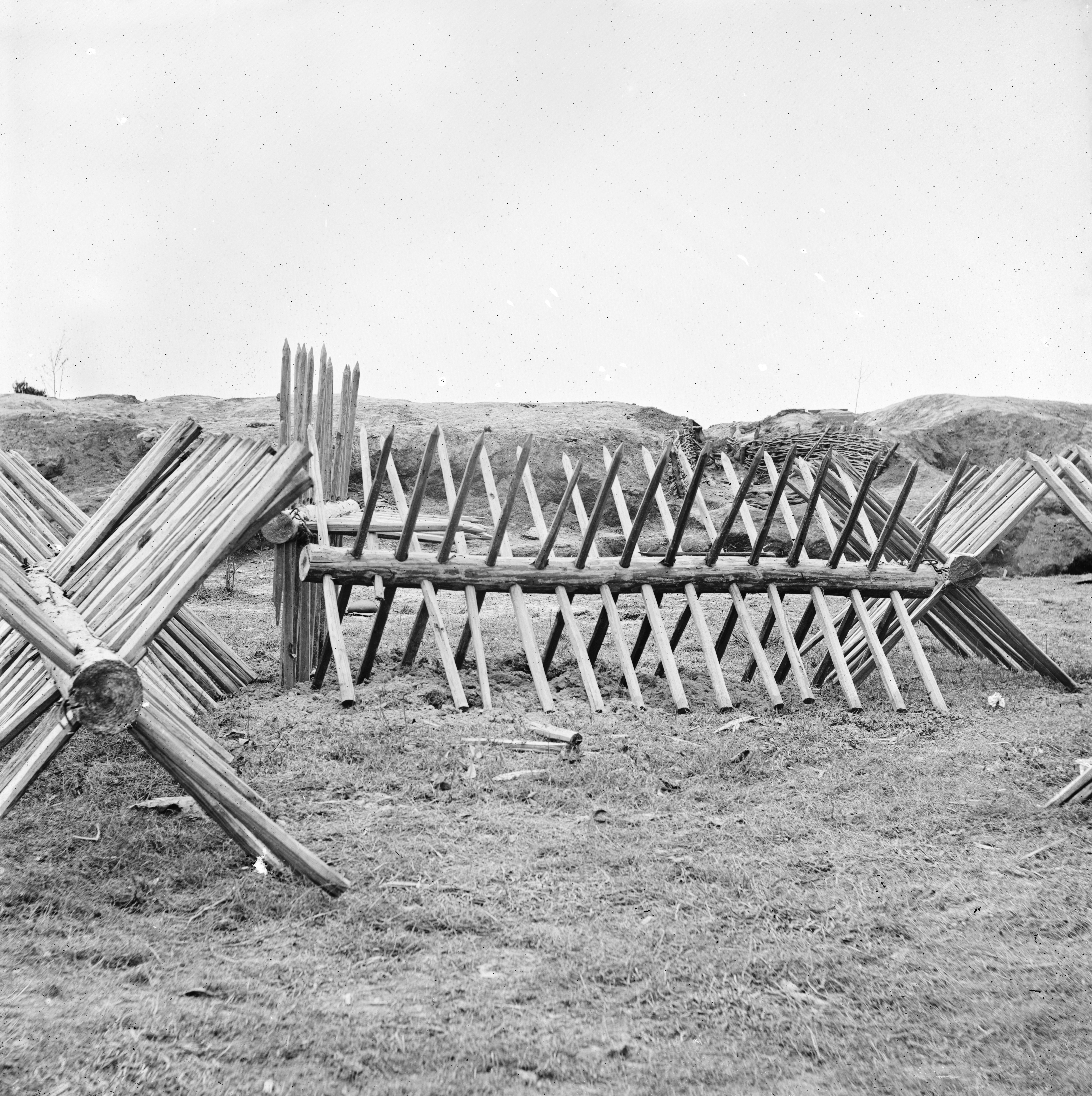
Kozły hiszpańskie stosowane podczas oblężenia Petersburga w czasie wojny secesyjnej (1861–1865)

Kozły hiszpańskie (rogatki, czośniki; z fr. chevaux-de-frise – konie fryzyjskie) – rodzaj drewnianych zasieków złożonych z zaostrzonych drągów, chroniących piechotę i tabory przed szarżami kawalerii.

## Charakterystyka
Budowane były z drewna, przy czym przez bazową, dość grubą belkę, w której nawiercono uprzednio pod właściwym kątem otwory, przesuwano zaostrzone na końcach, jednakowej (zazwyczaj 1,5-metrowej) długości drągi. Montowano je przemiennie, pod kątem 90°, najczęściej w odległości od kilkunastu do kilkudziesięciu centymetrów od siebie. Kozły znakomicie sprawdzały się przeciwko szarżom kawalerii, która zagrożona była nadzianiem się na wystające z nich kolce. Konieczne stawało się więc ich ominięcie, zniszczenie lub odciągnięcie. Ten rodzaj umocnień nie był natomiast szczególnie użyteczny przeciwko piechocie, która nie miała większych problemów z ich pokonywaniem.

## Użycie
Kozły hiszpańskie były powszechnie stosowane na polach bitew od średniowiecza po początki XX wieku, kiedy to z powodzeniem zastąpiły je zasieki z drutu kolczastego.
Przykładem efektywnego wykorzystania kozłów jest bitwa pod Kliszowem w czasie III wojny północnej (1700–1721), gdzie szwedzka piechota króla Karola XII uzbrojona w nowoczesne jak na tamte czasy karabiny skałkowe z bagnetami odparła zza kozłów szarże polskiej husarii.